# Johan Abenius (1820–1898)
Johan Abenius, född 13 augusti 1820 i Munktorp, död 21 oktober 1898 i Orsa, var en svensk präst.
Johan Abenius var son till Per Andersson och Stina Katarina Abenius, blev student vid Uppsala universitet 1842 och prästvigdes 1844. Han inledde sin prästkarriär som komminister i Orsa församling år 1859 och blev kyrkoherde där 1890 fram till sin död.
Abenius gifte sig med Johanna Matilda Thunblad. Bland deras barn märks son Wilhelm och Gustaf Abenius.